# Amblard (abbé de Saint-Martial de Limoges)
Pour les articles homonymes, voir Amblard.
Amblard est un religieux français, abbé de l'abbaye Saint-Martial de Limoges de 1115 à sa mort le 21 août 1143.

## Biographie
Amblard est prieur de l'abbaye de Solignac quand il est élu abbé de l'abbaye Saint-Martial de Limoges, en 1115,. Son élection résulte d'un arbitrage de l'abbé de Cluny Pons de Melgueil, après la destitution du précédent abbé de Saint-Martial, Bernard. Amblard étant un moine de l'ordre de Cluny, il est probable que les moines de Saint-Martial auraient préféré élire l'un des leurs.
Amblard demande conseil à l'abbé de la Trinité de Vendôme, Geoffroi de Vendôme, qui lui répond vers 1120-1122 par une lettre qui expose la grandeur de la charge d'abbé.
En 1123, un grand incendie endommage fortement les bâtiments de l'abbaye Saint-Martial de Limoges, et Amblard engage leur reconstruction,, qui ne semble concerner, sous son abbatiat, que le cloître et les officines.
En 1124, Amblard reçoit à l'abbaye Saint-Martial de Limoges deux cardinaux légats en France, le futur pape Innocent II et le futur antipape Anaclet II. En 1128, l'évêque de Limoges, Eustorge de Scorailles, et Amblard font jurer la paix à Adhémar vicomte de Limoges et à Gaucelin de Pierre-Buffière, qui se faisaient la guerre,. Amblard et l'évêque de Limoges Eustorge participent au concile de Pise de 1135,.
À la mort de l'évêque Eustorge en 1137, son neveu, Gérard du Cher est élu évêque mais Amblard prétend également avoir droit au siège épiscopal. Amblard se rend alors à Cluny dans l'espoir d'obtenir l'aide de l'abbé, Pierre le Vénérable, mais ce dernier ne le soutient pas. Amblard renonce alors à ses prétentions à l'évêché de Limoges,.
Amblard augmente le temporel de l'abbaye Saint-Martial de Limoges, notamment en acquérant un grand domaine près d'Excideuil,. 
Amblard meurt le 21 août 1143. Il est enterré dans la salle capitulaire du monastère,,. Sa tombe est retrouvée lors de la démolition de l'abbaye au XVIIIe siècle dans la nouvelle salle capitulaire construite au XIIIe siècle, où, probablement, son sarcophage avait été transféré.